# C.T. (writer)
Carlo Torrighelli, meglio noto come C.T. (Laveno, 1909 – Milano, 5 novembre 1983), è stato un noto writer ante-litteram, attivo a Milano, soprattutto nella zona del Castello Sforzesco e della stazione di Milano Porta Garibaldi, alla fine degli anni settanta.

## Biografia
Attivo nella Resistenza da giovane, si trasferì da Laveno a Milano nel dopoguerra, dove si sposò ed ebbe un figlio. Divenne un attivo membro della sezione di porta Garibaldi del Partito Comunista Italiano, dove si avvicinò alla retorica politica, iniziando con discorsi interni al partito, e finendo in pubblici comizi caratterizzati dalla ripetizione ossessiva di slogan, che divennero dei mantra coloriti con affermazioni volutamente provocatorie verso il pubblico, come "popolo bue".
Come ex-marmista in pensione (anche se diceva di essere un ex-prete), Torrighelli visse per molti anni da senzatetto (la sua locazione abituale era sotto l'arco all'ingresso dell'arena), fino a quando il Comune di Milano non gli procurò un'abitazione in via Pinamonte da Vimercate 9, dopo una celebre protesta dello stesso C.T. che passò diversi giorni di fronte a Palazzo Marino a urlare Non ho una casa!. In questa abitazione trascorse l'ultima decina dei suoi anni.
Torrighelli era considerato, assieme a Ettore Gagliano detto lo schiaffeggiatore di preti, una delle leggende viventi della vita milanese dei tardi anni settanta. Era noto alla popolazione milanese sia per gli slogan che dipingeva con vernice bianca a caratteri maiuscoli, sui muri e sull'asfalto, che per la sua attività di predicatore. Si aggirava per Milano con un triciclo e un carretto, tre cani (che chiamava La Bella, L'Umanità e L'Amore), la vernice e un megafono con il quale declamava gli stessi concetti che esprimeva con i suoi graffiti. Diffondeva gli stessi slogan scrivendoli a mano su rettangoli di carta che poi incollava sui muri cittadini.
Morì la notte tra il 4 e il 5 novembre del 1983 a 74 anni, si ritiene in seguito a un arresto cardiaco. Venne sepolto al Cimitero Maggiore di Milano, ove dopo esumazione i suoi resti sono stati collocati in una celletta.

## Gli slogan

Immagine del 1973 di C.T. con uno dei suoi cartelli

Fra gli slogan più noti di C.T. si ricordano quelli su presunti "impianti a onde" installati nei sotterranei del Vaticano e capaci di uccidere a distanza. Torrighelli era malato di silicosi, ma lui era convinto di essere stato contaminato da misteriose centrali ad onde radio nascoste negli Appennini con le quali la Chiesa ti uccide con l'onda!.
Sebbene queste frasi siano talvolta lette come un attacco a Radio Vaticana, negli anni in cui C.T. era attivo la questione dell'inquinamento elettromagnetico provocato dalle emittenti della Santa Sede non era ancora stata sollevata. Agli impianti a onde si riferivano frasi come: popolo bue, ti uccidono con l'onda!, (nel clero) esistono impianti a onde che torturano rovinano e uccidono da lontano milioni di morti in Italia e chiesa assassina che uccidi con l'onda. Oltre al Vaticano anche USA e URSS erano accusati dello stesso crimine: Ti uccidono con l'onda! Con l'onda ti uccidono! I russi, gli americani, il Vaticano!
Altri slogan erano: aerei attenti ai vostri motori o in difesa della cultura e contro i mass media: radio e televisione basta versi da gorilla ma cultura.
Alcune delle frasi di C.T., tradotte in tedesco, furono scritte anche sul muro di Berlino.

## Nella cultura di massa
Nel 2001,  la sua figura è evocata nella pièce Da lontano vi uccidono coll'onda di Giampaolo Spinato; un saggio della successiva versione dello stesso testo,  andò in scena l'anno dopo al Festival di Heidelberg a seguito del tentativo di censura dell'Istituto di cultura italiano a Berlino.
In occasione del centenario della sua nascita, nel novembre 2009, gli è stata dedicata una mostra: C.T. L'onda assassina presso i locali dell'ex ospedale psichiatrico "Paolo Pini" di Milano assieme ad un concerto del gruppo milanese Teka P.
Nel settembre 2010, presso gli spazi espositivi della Commenda di San Giovanni di Pré, a Genova, è stato messo in mostra il suo ricordo assieme ad altri 5 artisti e visionari di strada "fuori norma".
In occasione del trentennale della sua morte gli è stata dedicata una tre giorni di eventi e una mostra, presso il circolo ARCI La Scighera di Milano.
Una collezione dei suoi biglietti, con gli slogan, è stata fatta dall'antropologo Giulio Calegari che li raccolse negli anni settanta nel corso di studi di "antropologia urbana": «Mi imbattei in quei bigliettini e iniziai a collezionarli. Provocava. Era, con i suoi non-sense, un saggio folle, come un clown sacro nelle società primitive. Una presenza politica, poetica. Tra lo sport e la fede vinscemoliscono (sic) la mente. Accusava la tv. Pasoliniano. Aveva una stilla del carisma libertario del Che».
Tanto le sue scritte che la sua persona sono state citate in opere di narrativa.